# Nervi intercostali
I nervi intercostali sono 12 nervi che costituiscono i rami anteriori dei nervi toracici. A differenza degli altri rami anteriori, non costituiscono un plesso nervoso ma decorrono in maniera autonoma. Sono nervi misti che innervano la cute di torace e addome e la muscolatura toracica e addominale. Il primo nervo toracico partecipa anche alla costituzione del plesso brachiale.

## Decorso
I nervi intercostali iniziano il proprio percorso occupando gli spazi intercostali al di sotto delle coste corrispondenti. Il 12° nervo è anche detto sottocostale perché non è compreso fra due coste, ma decorre sotto la dodicesima.
I nervi decorrono lungo gli spazi intercostali compresi fra i muscoli intercostali interni e i muscoli intercostali intimi, assieme ai vasi. I primi 6 nervi raggiungono lo sterno e perforano la parete toracica per distribuirsi alla cute anterolaterale del torace con il nome di rami cutanei anteriori. Gli ultimi 6 nervi continuano oltre gli spazi intercostali e decorrono obliquamente verso il basso
nella parete anteriore dell'addome, fra i muscoli obliquo interno e trasverso dell'addome, fino a raggiungere il retto dell'addome; qui terminano come rami cutanei anteriori che si distribuiscono alla parete anteriore dell'addome.

## Rami collaterali
Durante il loro decorso i nervi intercostali emettono vari rami collaterali:
- Nervi cutanei laterali: si staccano a metà strada fra le vertebre e lo sterno e innervano la cute laterale di torace e addome.
  - Il ramo cutaneo laterale del 2° nervo intercostale è detto nervo intercostobrachiale e abbandona la parete toracica per anastomizzarsi con il nervo cutaneo mediale del braccio.
  - Il ramo cutaneo laterale del 12° nervo intercostale va a innervare la cute delle natiche.
- Rami muscolari: sono destinati ai muscoli sottocostali, intercostali, dentati posteriori superiore e inferiore, trasverso del torace e a partire dal 6° nervo anche ai muscoli retto dell'addome, obliquo esterno, obliquo interno, trasverso dell'addome e piramidale.